# منتخب إسبانيا الأولمبي لكرة القدم
منتخب إسبانيا الأولمبي لكرة القدم  هو ممثل إسبانيا الرسمي في المنافسات الدولية في كرة القدم في الألعاب الأولمبية
.